# Zarck Visser

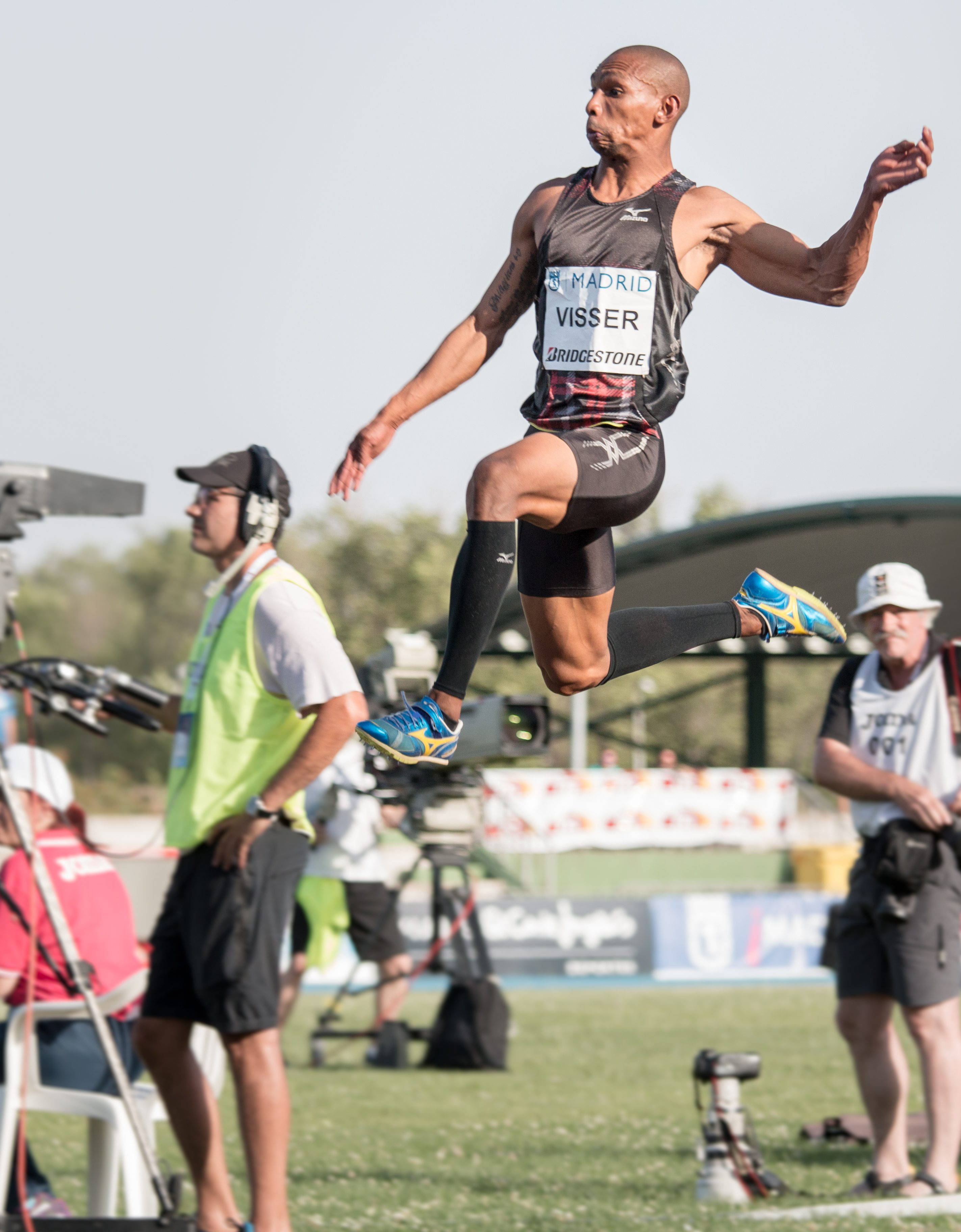
Zarck Visser

Zarck Visser (* 15. September 1989) ist ein südafrikanischer Weitspringer.
Bei den Afrikameisterschaften 2012 in Porto Novo gewann er Silber, und bei den Weltmeisterschaften 2013 in Moskau schied er in der Qualifikation aus.
2014 scheiterte er bei den Hallenweltmeisterschaften in Sopot in der Vorrunde und holte Silber bei den Commonwealth Games in Glasgow. Einem Sieg bei den Afrikameisterschaften in Marrakesch folgte ein dritter Platz beim Continental-Cup in Marrakesch.
Bei den Weltmeisterschaften 2015 in Peking kam er nicht über die erste Runde hinaus.

## Persönliche Bestleistungen
- Weitsprung: 8,41 m, 4. Juli 2015, Bad Langensalza
  - Halle: 7,93 m, 7. März 2014, Sopot